# Чайные леса горы Цзинмай в Пуэре
Чайные леса горы Цзинмай в Пуэре — объект всемирного наследия ЮНЕСКО, расположенный на горе Цзинмай на юго-востоке автономного округа Ланьцан-Лаху, городского округа Пуэр, провинции Юньнань, Китай. Типичный представитель искусственно культивируемого древнего чайного леса. 17 сентября 2023 года культурный ландшафт древних чайных лесов горы Цзинмай был выбран в качестве объекта Всемирного культурного наследия на 45-й сессии Комитета всемирного наследия ЮНЕСКО.

## Обзор
В деревне Цзинмай преобладают дайцы, а в деревне Манцзин — буланы. Чайный сад Цзинмай представляет собой модель ранней искусственной культуры выращивания крупнолистового чая Юньнань (чай Пуэр) предками двух вышеперечисленных народов. В настоящее время это наиболее хорошо сохранившийся в мире, старейший и крупнейший искусственно возделываемый древний чайный сад. С X по XIV века, когда предки народов булан и дай мигрировали на гору Цзинмай, они обнаружили большую территорию диких чайных деревьев. После постройки своих деревень, они начали высаживать чайные деревья вокруг своих жилищ. Традиционное выращивание древних чайных деревьев в подлеске — это метод, отвечающий специфическим условиям горной экосистемы и субтропического муссонного климата, в сочетании с системой управления, поддерживаемой местными коренными общинами. Во времена династий Мин и Цин, благодаря бурному развитию торговли чаем, масштабы посадки чайных деревьев на горе Цзинмай расширились, и древний чайный лес стал важным источником дохода для местных этнических групп.
Элементы наследия культурного ландшафта древних чайных лесов горы Цзинмай включают 5 крупных древних чайных лесов, 5 древних деревень буланов и 4 — дайцев, а также 3 отдельных защитных леса. Общая площадь объекта наследия составляет 19 095,74 га, из них площадь территории наследия составляет 7 167,89 га, а площадь буферной зоны — 11 927,85 га.
В зону наследия входят две административные деревни Цзинмай и Манцзин, находящиеся под юрисдикцией города Хуйминь. По оценкам, количество древних чайных деревьев на охраняемой территории превышает 1,2 миллиона.

## Признание объекта наследия
Процесс признания древних чайных лесов на горе Цзинмай объектом наследия ЮНЕСКО занял 13 лет. Заявка была запущена в июне 2010 года и была включена в предварительный список всемирного наследия Китая в ноябре 2012 года. 17 сентября 2023 года культурный ландшафт древних чайных лесов горы Цзинмай был рассмотрен на 45-й сессии Комитета всемирного наследия ЮНЕСКО и включён в «Список всемирного наследия». Это первый объект всемирного наследия, посвящённый чаю.